# Xylergates pulcher
Xylergates pulcher är en skalbaggsart som beskrevs av Lane 1957. Xylergates pulcher ingår i släktet Xylergates och familjen långhorningar.
Artens utbredningsområde är:
- Guyana.
- Surinam.

Inga underarter finns listade i Catalogue of Life.